# 5545 Makarov
5545 Makarov este un asteroid din centura principală de asteroizi.

## Descriere
5545 Makarov este un asteroid din centura principală de asteroizi. A fost descoperit pe 1 noiembrie 1978 la Observatorul de Astrofizică din Crimeea de Liudmila Juravliova. El prezintă o orbită caracterizată de o semiaxă mare de 2,65 ua, o excentricitate de 0,02 și o înclinație de 3,4° în raport cu ecliptica.